# Ever Dream
Singles de Nightwish
Over the Hills and Far Away
(2001) Bless the Child
(2002)
Ever Dream est le premier single extrait de l'album Century Child de Nightwish. Il est sorti en 2002 avant Bless the Child, et uniquement en Finlande (chez le label Spinefarm Records). Ever Dream sort à l'époque dans un contexte de tension, notamment à la suite du renvoi du bassiste Sami Vänskä.
Il n'y a pas eu de clip pour cette chanson.
La mélodie synthé du titre a été reprise illégalement par le rappeur Tunisiano pour sa chanson « Je porte plainte ».
La musique a été reprise par l'Harmonie Municipale de Sarrebourg lors d'un concert. Ever Dream est jouée par l'orchestre d'harmonie accompagné d'une guitare et d'une guitare basse. L'ensemble de la musique a été filmé et apparait dans une vidéo :

## Liste des titres
| No | Titre                | Durée |
| -- | -------------------- | ----- |
| 1. | Ever Dream           | 4:43  |
| 2. | Phantom Of The Opera | 4:10  |
| 3. | The Wayfarer         | 3:25  |